# 범패스산

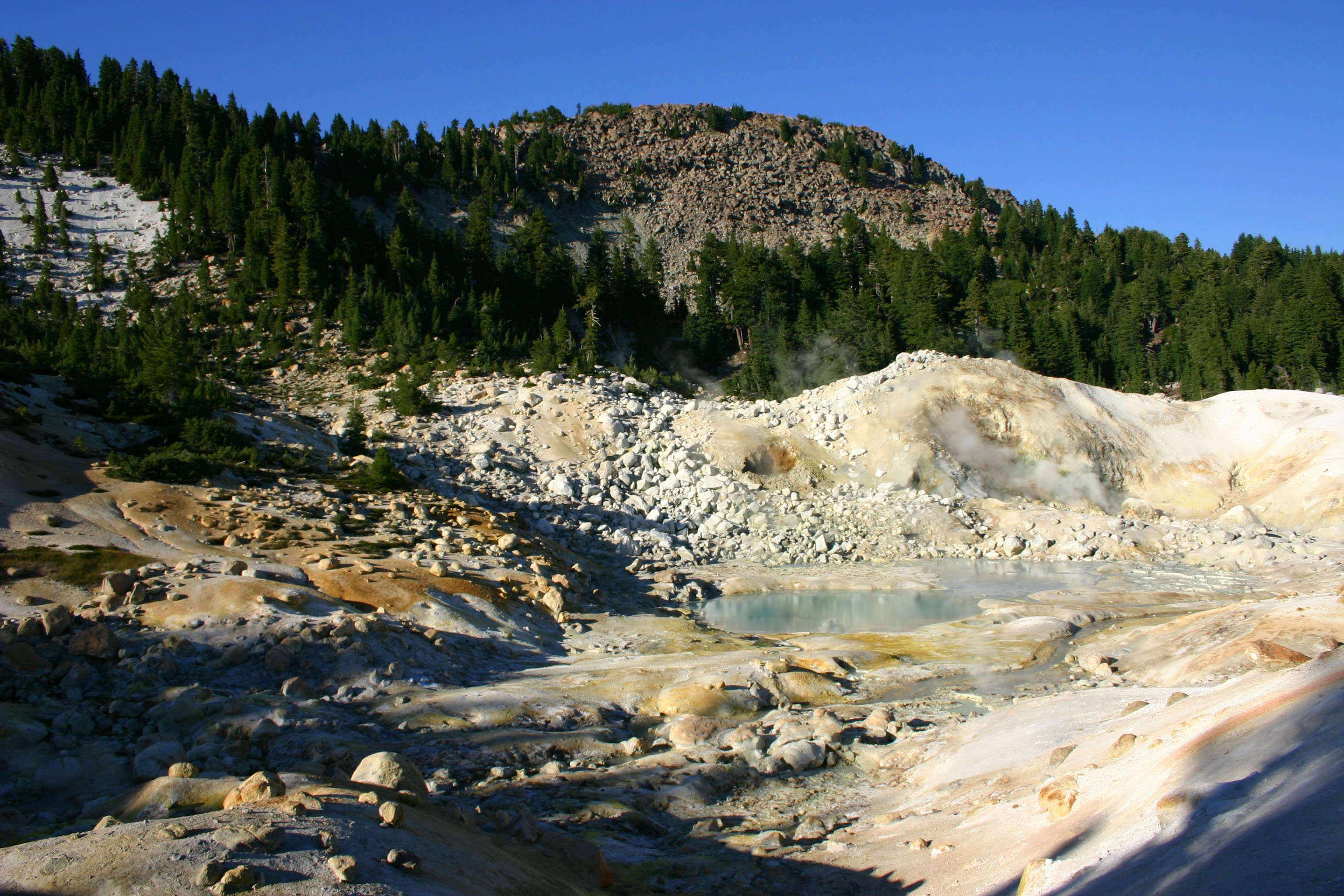

범패스산(영어:Bumpass Mountain)은 미국 캘리포니아주의 샤스타에 있는 산으로, 화산 활동이 활발하다. 이 산은 범패스 지옥이라고 하는 지열 지역(Geothermal Area)이 있으며, 그곳에서는 호수, 진흙 화산, 간헐천, 그리고 유황까지 있다. 분화구 내의 유황호에는 증기가 나온다. 이곳은 분화할 가능성은 희박하지만, 주봉이 래슨피크 산에서는 분화 조짐이 일어나고 있다.